# Stanisław Strzyżyński
Stanisław Strzyżyński (ur. 1923 w Kaliskach, woj. wielkopolskie, zm. 16 marca 2015 w Nałęczowie) – polski rzeźbiarz, medalier i malarz.
Studiował w Akademii Sztuk Pięknych w Poznaniu, gdzie był asystentem profesora Bazylego Wojtowicza, dyplom uzyskał w Akademii Sztuk Pięknych w Warszawie. W latach 50. XX w. przeniósł się do Nałęczowa, gdzie został nauczycielem w Liceum Sztuk Plastycznych.
Stworzył 12 pomników, około 100 rzeźb portretowych, kilka rzeźb monumentalnych. Zajmował się też medalierstwem i malarstwem sztalugowym. Często współpracował ze swoimi synami, Leszkiem i Zbigniewem Strzyżyńskimi. 
Był autorem pomnikowych ławeczek Bolesława Prusa w Nałęczowie oraz Marii Cunitz w Świdnicy. Jednym z ważniejszych dzieł jest pomnik „Pamięci rozstrzelanych rodzin” w Kolonii Zbędowice koło Kazimierza Dolnego. W miejscu bitwy partyzanckiej 14 maja 1944 w Rąblowie stworzył monumentalny pomnik.
Stanisław Strzyżyński zaprojektował 1967 wraz z Juliuszem Kłeczkiem projekt konkursowy Pomnika Walki i Męczeństwa na Majdanku, który otrzymał I nagrodę, lecz do realizacji skierowano projekt odznaczony III nagrodą. Również z Juliuszem Kłeczkiem zaprojektował i zrealizował pomnik lotników w Dęblinie.
Był też autorem wielu rzeźb o tematyce sakralnej. Na zamówienie Marka Kotańskiego wykonał pomnik Chrystusa Zbawiciela przy Centrum Wychodzenia z Bezdomności Markot w Warszawie.

## Odznaczenia i wyróżnienia[2]
- Krzyż Kawalerski Orderu Odrodzenia Polski
- Złoty Krzyż Zasługi
- Brązowy Medal „Za zasługi dla obronności kraju”
- Medal 40-lecia Polski Ludowej
- Medal Komisji Edukacji Narodowej
- Odznaka "Zasłużony Działacz Kultury"
- Nagroda Województwa Lubelskiego (1966)

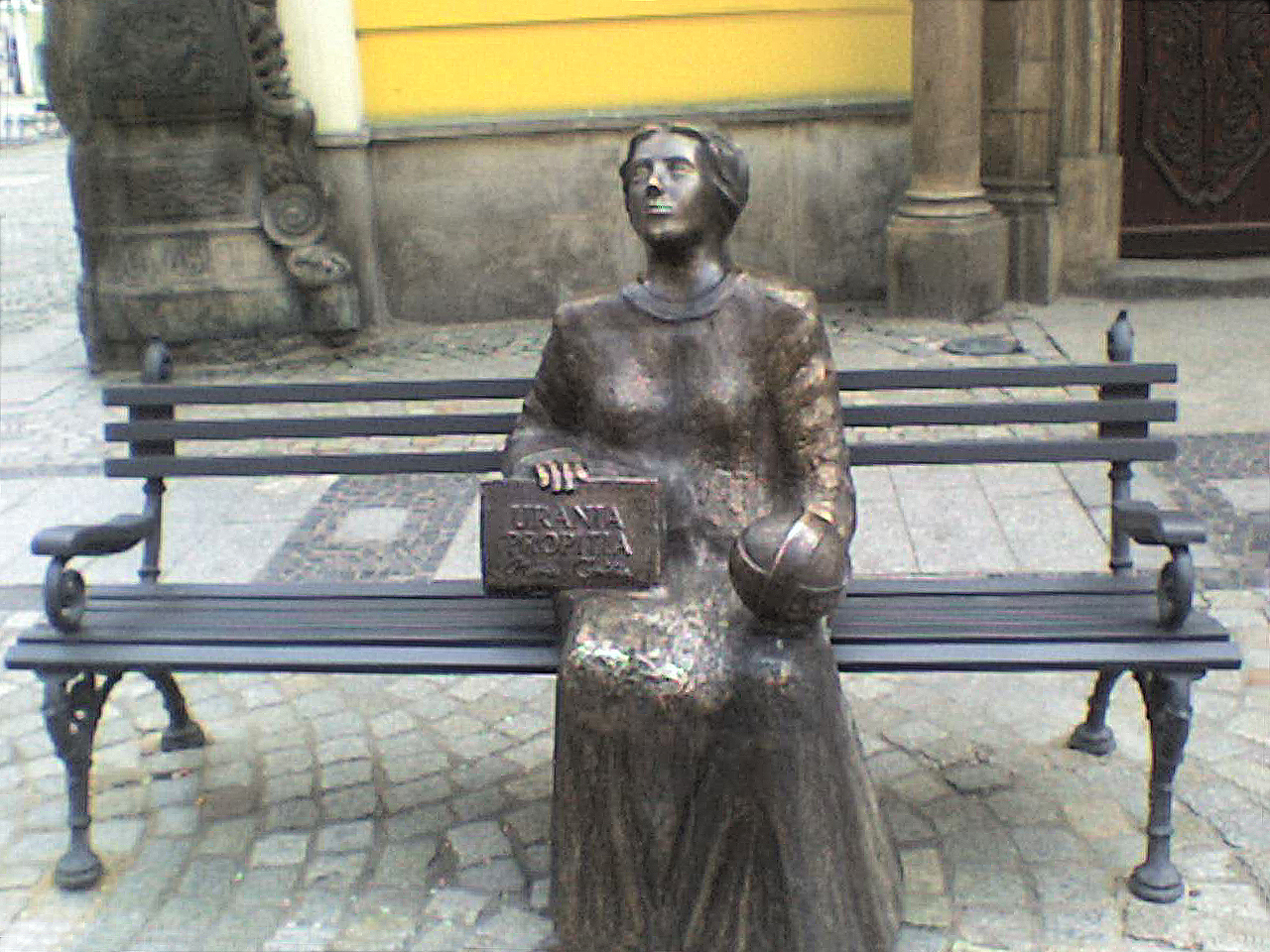
Ławeczka Marii Cunitz w Świdnicy
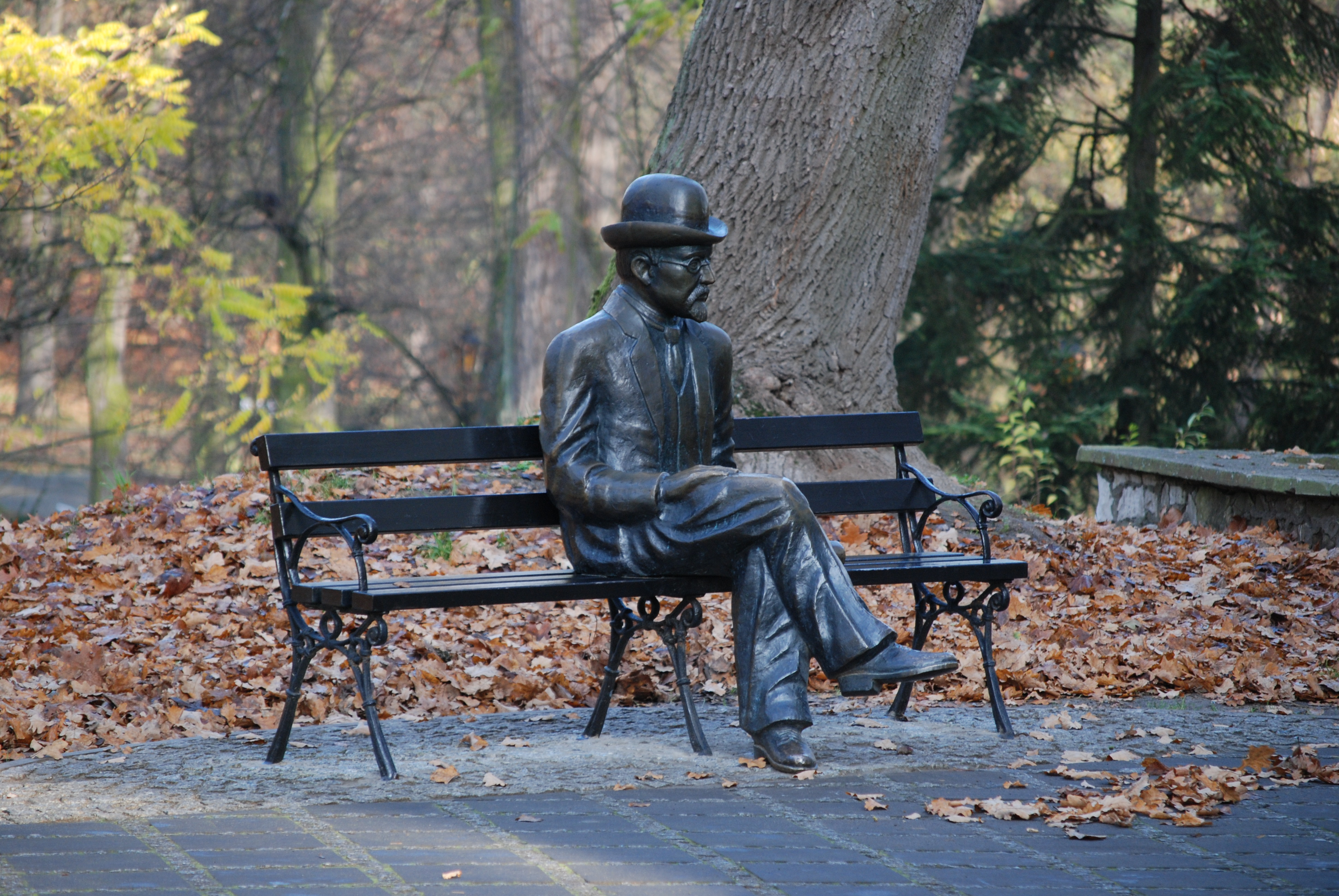
Ławeczka Bolesława Prusa w Nałęczowie
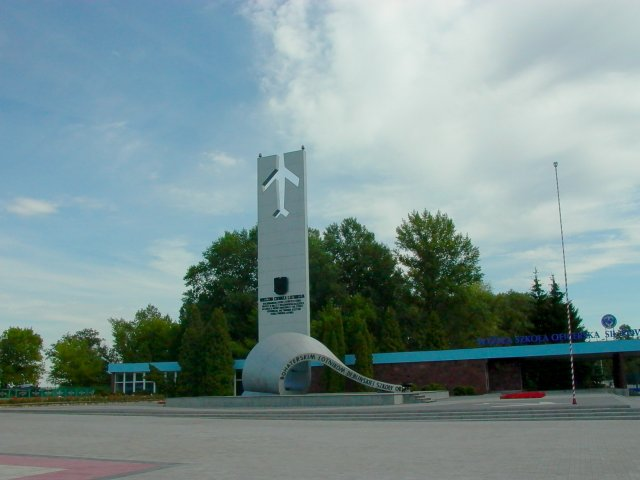
Pomnik lotników w Dęblinie
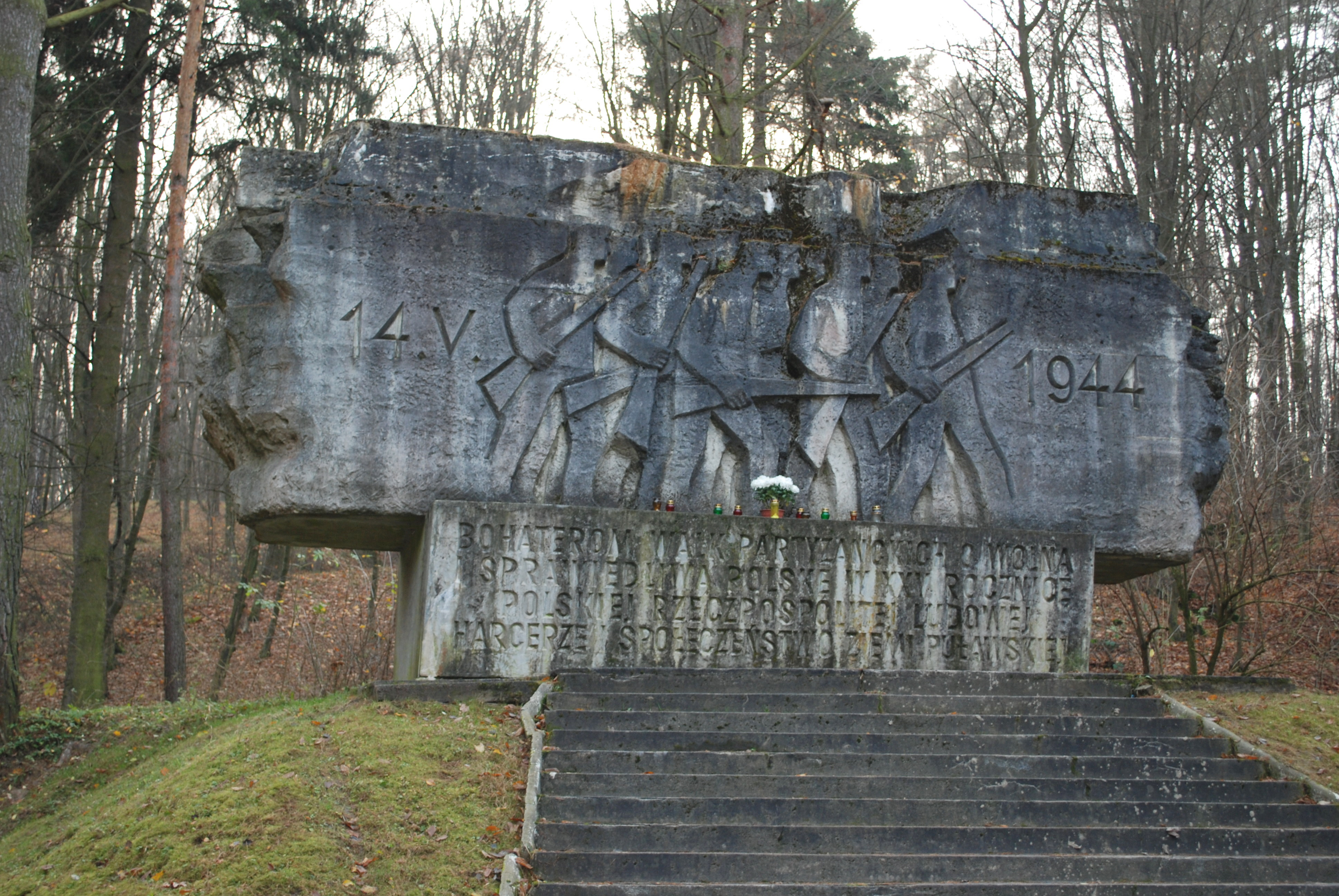
Pomnik partyzantów w Rąblowie
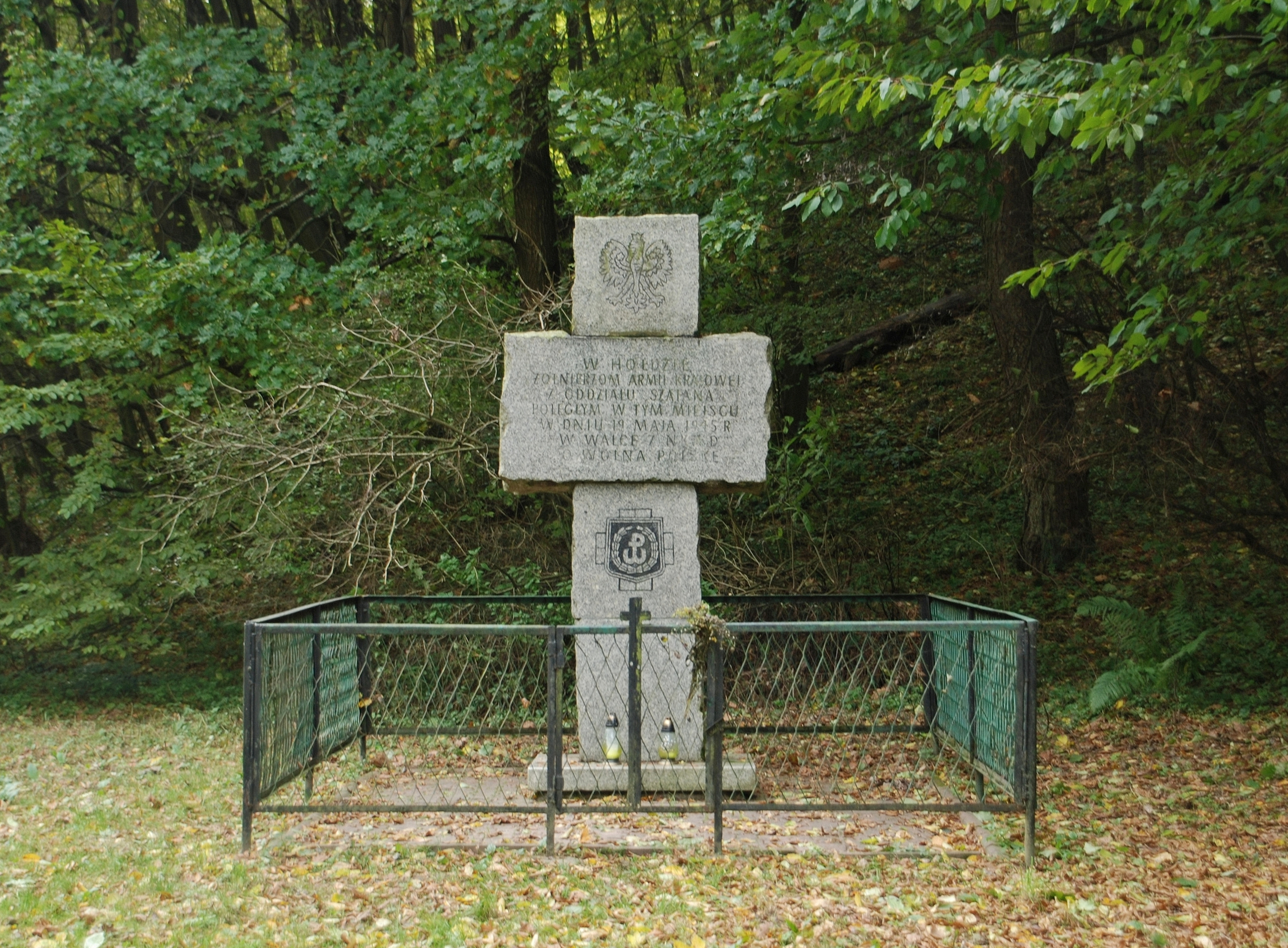
Pomnik AK w Nałęczowie